# Uniontown (Pennsylvania)
Uniontown is een plaats (city) in de Amerikaanse staat Pennsylvania, en valt bestuurlijk gezien onder Fayette County.

## Demografie
Bij de volkstelling in 2000 werd het aantal inwoners vastgesteld op 12.422.
In 2006 is het aantal inwoners door het United States Census Bureau geschat op 11.853, een daling van 569 (-4,6%).

## Geografie
Volgens het United States Census Bureau beslaat de plaats een oppervlakte van
5,3 km², geheel bestaande uit land. Uniontown ligt op ongeveer 338 m boven zeeniveau.

## Plaatsen in de nabije omgeving
De onderstaande figuur toont nabijgelegen plaatsen in een straal van 12 km rond Uniontown.

## Geboren
- George Marshall (1880-1959), generaal en Nobelprijswinnaar (1953)
- John Dickson Carr (1906-1977), schrijver van detectiveverhalen
- Robert Cenker (1948), astronaut